# ヴィルトファング (駆逐艦)
ヴィルトファング (SMS Wildfang) はオーストリア＝ハンガリー帝国海軍の駆逐艦。フサール級。艦名は狩人のことである。

## 艦歴
1905年12月7日起工。1906年8月29日進水。1907年6月15日竣工。

### 第一次世界大戦
1915年5月23日、イタリアはオーストリア＝ハンガリー帝国に宣戦布告。同日、オーストリア＝ハンガリー帝国海軍の戦艦などは出撃し、アンコーナなどの攻撃へと向かった。それに先立つ5月19日、南からのイタリア艦隊来襲に備え偵察部隊が出撃した。そのうちの一つは巡洋艦「アドミラル・シュパウン」と駆逐艦「ヴォルトファング」、「シュトライター」、「ウスコケ」からなるHグループで、ラゴスタ島とペラゴーザ島との間へと向かった。5月23から24日の夜に偵察部隊はイタリア沿岸の目標攻撃を命じられ、Hグループは24日にテルモリ・カンポマリーノ間の鉄道上の目標とトレーミティ諸島を攻撃した。
6月18日に「ヴィルトファング」は巡洋艦「ノファラ」とともにリミニ攻撃に参加した、とも。
7月上旬、ポー川河口への機雷敷設作戦で機雷敷設艦「Chamäleon」を護衛。
12月9日、巡洋艦「シゲトヴァール」などとともにアンコーナ攻撃を行う水上機を支援。
1916年1月3から4日、駆逐艦「ウスコケ」などと共にトリエステ湾へ機雷を敷設。
2月3日、装甲巡洋艦「ザンクト・ゲオルク」、巡洋艦「ヘルゴラント」と駆逐艦「ヴィルトファング」、水雷艇3隻はオルトーナ・Tolocanosa間の鉄道などを攻撃した。
2月6日、「ヴィルトファング」はイギリス巡洋艦「リヴァプール」、イタリア駆逐艦「Bronzetti」と遭遇。カッタロへ向かう「ヴィルトファング」とそれを追う「Bronzetti」とが交戦したがともに被害はなかった。
3月31日に汽船「Andrássy」が触雷して沈没し、「ヴィルトファング」はその生存者10名が乗ったfloatを発見している。
6月15から16日夜、「ヴィルトファング」は商船2隻を護衛してドゥラッツォへ向かっていたが、この時イタリア魚雷艇によるSan Giovanni di Medua攻撃が実行されていた。「ヴィルトファング」はその掩護を行っていたイタリア駆逐艦「Pilo」、「Bronzetti」、「Mosto」、「Audace」を攻撃し、イタリア側も反撃。この戦闘で「ヴィルトファング」は1発被弾した。
8月1から2日の夜、「ヴィルトファング」と「Warasdiner」はモルフェッタを砲撃した。これに対してドゥラッツォ攻撃を行った魚雷艇の支援部隊の駆逐艦「Commandant Bory」、「Bisson」、「Ardente」、「Impavido」や水上機支援のため出撃していた駆逐艦「Abba」、「Ardito」がその攻撃に向かい、支援部隊（巡洋艦「Aspern」、水雷艇「80T」、「85F」）が加わったオーストリア＝ハンガリー側と45分間交戦。「ヴィルトファング」は1回被弾した。
敵を潜水艦が待ち構える場所へ誘い出すべく、8月29日に装甲巡洋艦「ザンクト・ゲオルク」、「カイザー・カール6世」、駆逐艦「ヴィルトファング」、「トゥルル」、「Warasdiner」などからなるグループと巡洋艦「ノファラ」、「ヘルゴラント」などからなるグループがイタリア沿岸を攻撃しようとしたが、濃霧のため攻撃を実施できずに終わった。
9月26から27日、「ヴィルトファング」と駆逐艦「Warasdiner」、「フサール」、「トゥルル」はヴァローナ・ブリンディジ間の敵海上交通を妨害すべく出撃したが敵を見なかった。
1917年5月10日、「ヴィルトファング」はロヴィニ沖で敵機の攻撃を受けたが被害はなかった。
6月4日、駆逐艦「チコーシュ」、「ヴェレビト」、水雷艇3隻と共にイタリア攻撃を行う水上機支援のための出撃中に「ヴィルトファング」はPeneda島沖、またはPinidaの南西約30浬で、もしくはVeli Brijun島のPinida岬付近で触雷し、10分後に沈没した。艦長Albert Machnitschなど25名が死亡し、74名が救助された。

## 要目（1913年以降）
- 長さ：68.38m
- 幅：6.25m
- 満載排水量：414トン
- 速力：28.4ノット
- 兵装：45口径7cm砲1、30口径7cm砲5、45cm魚雷発射管2

出典